# Marie-Anne de Portugal (1843-1884)
Pour les articles homonymes, voir Marie-Anne de Portugal.
Marie-Anne de Portugal (en portugais : Maria Ana Fernanda Leopoldina Micaela Rafaela Gabriela Carlota Antónia Júlia Vitória Praxedes Francisca de Assis Gonzaga de Saxe-Coburgo-Gotha e Bragança), infante de Portugal, princesse de Saxe-Cobourg-Gotha, duchesse de Saxe, est la seconde fille de la reine Marie II de Portugal et de son époux le roi jure uxoris Ferdinand II. Elle est née le 21 juillet 1843 à Lisbonne, et morte le 5 février 1884 à Dresde . Elle devient princesse de Saxe par son mariage en 1859, puis princesse héritière de Saxe lorsque son beau-frère Albert devient roi de Saxe en 1873.

## Biographie

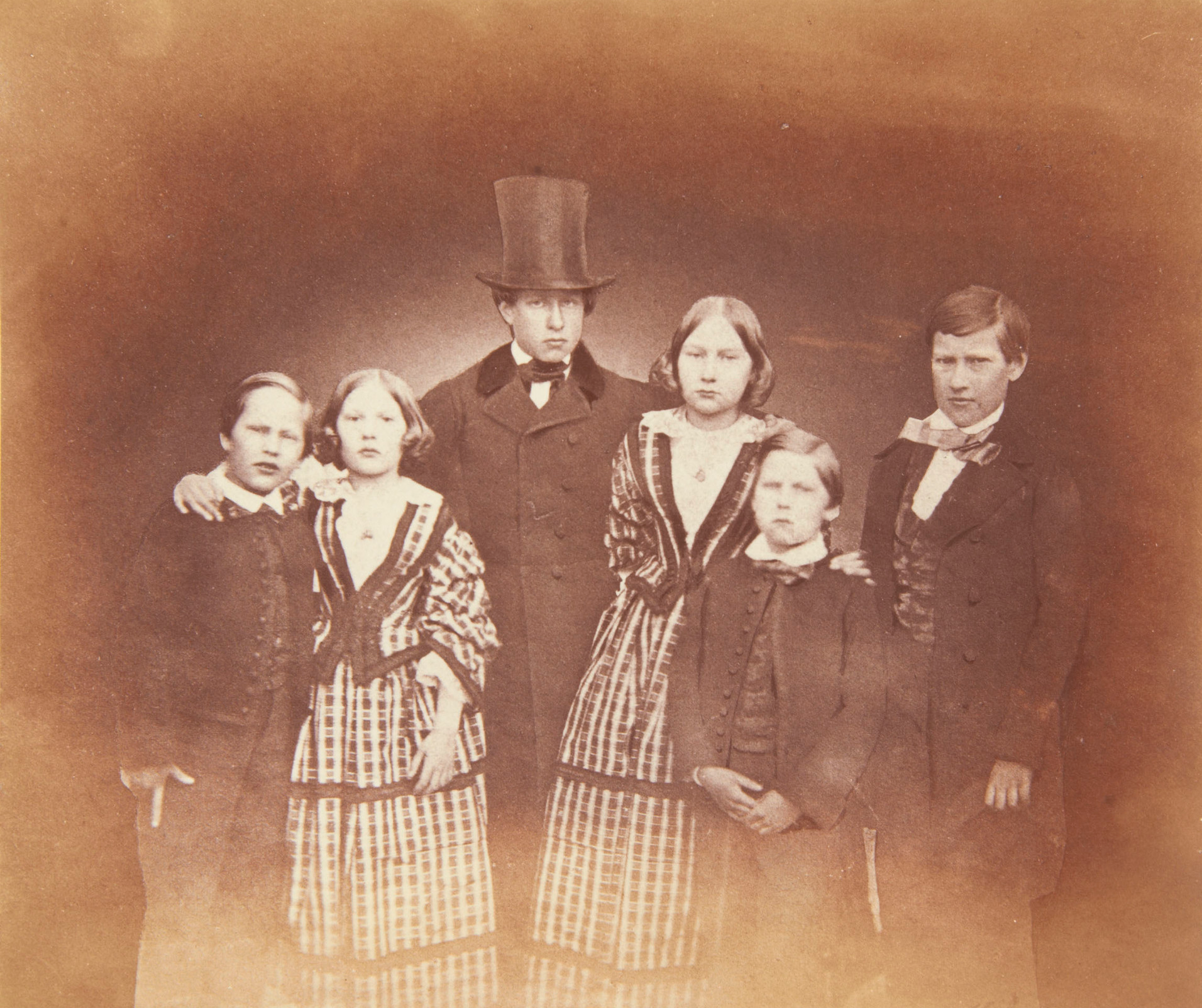
La famille royale portugaise en 1854 : Ferdinand, Antónia, Louis, Marie-Anne, Auguste et Jean.

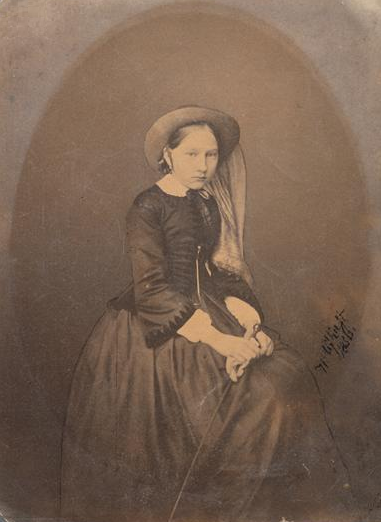
Marie-Anne de Portugal en 1856 - Wenceslau Cifka.

Marie-Anne de Portugal naît au sein d'une fratrie de onze enfants, dont quatre meurent le jour de leur naissance. Sa seule sœur survivante est Antónia de deux ans sa cadette. Elle a également cinq frères : Pedro (lequel deviendra roi de Portugal en 1853 avant de mourir en 1861), Louis lequel lui succédera en 1861, Jean et Ferdinand lesquels meurent à l'adolescence en 1861, la même année que leur frère aîné et Auguste (1847-1889).
Après la mort de sa mère en 1853, alors qu'elle a juste dix ans, Marie-Anne devient la première dame de la cour de Portugal jusqu'à ce que son frère le roi Pedro épouse la princesse Stéphanie de Hohenzollern en 1858. L'entente entre les deux belles-sœurs est bonne, mais dans une lettre au prince Albert de Saxe-Cobourg, Pedro évoque les propos défavorables que Marie-Anne tenait parfois au sujet de Stéphanie "parce que sa vanité féminine était blessée par un statut inférieur."
La reine Stéphanie écrit à propos de Marie-Anne alors qu'elle s'apprête à épouser le prince Georges de Saxe : "elle est, en tout aspect, celle qui est le plus comme Pedro [...] c'est une charmante personne, bonne, généreuse, remarquablement sensible pour son âge, sans trace d'égoïsme, respectée et aimée de nous tous [...] Georges de Saxe a découvert une vraie perle. Elle est heureuse et l'aime, mais elle ne peut évoquer le moment où elle quittera sa famille sans pleurer. Ce qui est certain est qu'elle laissera derrière elle un vide terrible." Pedro confirme à cette occasion que sa sœur est "la perle de [notre] cercle de famille."
Marie-Anne de Portugal épouse donc, alors qu'elle n'a pas encore seize ans, à Lisbonne le 11 mai 1859 le prince Georges, futur roi Georges Ier de Saxe. Le roi Pedro, frère de la mariée, note : "le mariage de ma sœur avec le prince Georges de Saxe a été célébré avec davantage de fastes que de bonheur. [...] Le prince n'a pas laissé de sentiment de sympathie et les gens qui l'ont rencontré l'ont quitté avec une piètre impression."

### Mariage et descendance
Huit enfants naissent de cette union :
- Marie-Jeanne (Dresde, 19 juin 1860 - Dresde, 2 mars 1861) ;
- Élisabeth (Dresde, 14 février 1862 - Dresde, 18 mai 1863) ;
- Mathilde (Dresde, 19 mars 1863 - Dresde, 27 mars 1933), célibataire ;
- Frédéric-Auguste (Dresde, 25 mai 1865 - Sibyllenort, 18 février 1932), qui succède à son père sur le trône de Saxe, épouse en 1891 Louise de Toscane (1870-1947), dont il divorce en 1903 ;
- Marie-Josèphe (Dresde, 31 mai 1867 - Erlangen, 28 mai 1944), qui épouse en 1886 Otto de Habsbourg-Lorraine (1865-1906) et est la mère de l'empereur Charles Ier d'Autriche ;
- Jean-Georges (Dresde, 10 juillet 1869 - Château d'Altshausen, 24 novembre 1938), qui épouse en 1894 Marie-Isabelle de Wurtemberg (1871-1904) puis après son veuvage il épouse en 1906, Marie Immaculée de Bourbon des Deux-Siciles (1874-1947) (sans postérité de ses deux unions) ;
- Maximilien (Dresde, 17 novembre 1870 - Fribourg, 12 janvier 1951), prêtre ;
- Albert de Saxe (Dresde, 25 février 1875 - mort accidentellement à Wolkau, le 16 septembre 1900), célibataire.

En 1883, le jeune prince Albert tombe gravement malade et sa mère la princesse Marie-Anne le soigne avant de mourir elle-même le 5 février 1884 d'une fièvre typhoïde après dix jours de souffrances.

## Phaléristique
- Dame de l'ordre de Sidonie (Royaume de Saxe).

## Source
- Jean-Charles Volkmann, Généalogie des rois et des princes, éditions Jean-Paul Gisserot, 1998.